# El Kheiter
El Kheiter (em árabe: الخيثر) é um município localizado na província de El Bayadh, Argélia. Segundo o censo de 2008, a população total do município era de 6 949 habitantes.